# Premio Nacional de Fin de Carrera
Los Premios Nacionales de Fin de Carrera, renombrados en 2009 como Premios Nacionales a la Excelencia en el Rendimiento Académico Universitario y en 2012 como Premios Nacionales de Fin de Carrera de Educación Universitaria, son los galardones oficiales más prestigiosos concedidos anualmente por el Ministerio de Educación y Formación Profesional de España a los estudiantes que han finalizado una diplomatura, grado o licenciatura universitaria con mayor brillantez.
Hasta el curso académico 2008-09, los galardonados con dicho premio eran los titulados superiores que al terminar sus estudios de primer o segundo ciclo universitario presentaban la nota media de su expediente más alta de todas las universidades españolas en cada titulación universitaria (p.ej. Filología Inglesa o Medicina). Sin embargo, a partir de la promoción que finalizó sus estudios en el curso 2009-10, todos los candidatos compiten en una de las cinco ramas del conocimiento establecidas por dicho Ministerio, verbigracia Artes y Humanidades, Ciencias Sociales y Jurídicas, Ciencias de la Salud, Ciencias, o Ingeniería y Arquitectura, en las que confluyen todas aquellas titulaciones circunscritas a cada una de las cinco áreas, las cuales disponen de un número variable de Premios Nacionales (primer premio), Menciones (segundo premio) y Accésit (tercer premio). Así pues, los titulares de estos premios son reconocidos no únicamente como los mejores estudiantes de su titulación, sino como los mejores estudiantes de todo el territorio nacional en su rama de conocimiento.
Para optar a ellos existe requisito de una nota media mínima (de 9.0 para las titulaciones incluidas en las áreas de Artes y Humanidades, Ciencias Sociales y Jurídicas, Ciencias de la Salud, y Ciencias, y de 8.0 para aquellas que configuran el dominio de Ingenierías y Arquitecturas) a fin de efectuar una primera criba de posibles aspirantes. También se da cabida a fórmulas de ponderación de la nota media de los candidatos con la obtenida por toda su promoción, de forma que se evite el posible sesgo entre universidades, así como a introducir una valoración cuantitativa del currículum que el candidato debe presentar. 
Cabe indicar que el currículum del candidato se valora con hasta un máximo de 2 puntos y a estos efectos son valorados aquellos méritos que hayan sido obtenidos o realizados durante el tiempo de realización de los estudios para los que se solicita el premio y que hayan sido alegados dentro del plazo de presentación de solicitudes y acompañados de la documentación acreditativa correspondiente y conforme al siguiente baremo: becas obtenidas en atención a méritos académicos (hasta 0,5 puntos), otros premios (hasta 0,5 puntos), participación en proyectos de investigación, seminarios y congresos (hasta 0,3 puntos), idiomas extranjeros diferentes a los que constituyen el núcleo esencial de la titulación -nivel superior- (hasta 0,2 puntos), estancias académicas en el extranjero (hasta 0,3 puntos) y otros méritos (hasta 0,2 puntos).
Los premios son entregados anualmente por el ministro de Educación y Formación Profesional en un acto oficial en el Auditorio Nacional de Música de Madrid y poseen una dotación económica de 3300 euros para el primer premio, 2650 euros para el segundo y 2200 euros para el tercero. 
El número máximo de premios a conceder es el que se indica a continuación, sin perjuicio de que Jurado de Selección pueda declarar desierto cualquiera de los convocados:  
Rama de Ciencias de la Salud: 
- 8 Primeros Premios
- 8 Segundos Premios
- 8 Terceros Premios

Rama de Ciencias:
- 9 Primeros Premios
- 9 Segundos Premios
- 9 Terceros Premios

Rama de Artes y Humanidades
- 13 Primeros Premios

- 13 Segundos Premios

- 13 Terceros Premios

Rama de Ciencias Sociales y Jurídicas
- 12 Primeros Premios

- 12 Segundos Premios

- 12 Terceros Premios

Rama de lngeniería y Arquitectura:
- 15 Primeros Premios

- 15 Segundos Premios

- 15 Terceros Premios

En la penúltima convocatoria que se ha resuelto (la resolución definitiva fue publicada el día 27-07-2018), dirigida a los estudiantes que concluyeron sus estudios en el curso 2013-2014, resultaron más premiadas las siguientes universidades en el orden que se indica: Universidad Complutense de Madrid (11 premios), Universitat de València 'Estudi General' (11 premios), Universidad de Granada (11 premios) y Universidad de Málaga (10 premios). Actualmente está en fase de resolución la convocatoria dirigida a estudiantes que concluyeron sus estudios en el curso 2014-2015.
| Fechas de interés                     | Fechas de interés                       | Fechas de interés                                            | Fechas de interés                                |
| Curso de finalización de los estudios | Plazo de presentación de solicitudes    | Fecha de publicación de la Relación Provisional de Admitidos | Fecha de publicación de la Resolución Definitiva |
| ------------------------------------- | --------------------------------------- | ------------------------------------------------------------ | ------------------------------------------------ |
| 2011/2012                             | Desde el 10-03-2015 Hasta el 09-04-2015 | 23-09-2015                                                   |                                                  |
| 2012/2013                             | Desde el 17-05-2016 Hasta el 17-06-2016 | 26-09-2016                                                   | 11-05-2017                                       |
| 2013/2014                             | Desde el 12-01-2018 Hasta el 12-02-2018 | 24-05-2018                                                   | 27-07-2018                                       |
| 2014/2015                             | Desde el 11-06-2018 Hasta el 10-07-2018 | 26-10-2018                                                   | 04-12-2018                                       |
| 2015/2016                             | Desde el 05-11-2019 Hasta el 04-12-2019 | 04-05-2020                                                   | 16-10-2020                                       |
| 2016/2017                             | Desde el 15-07-2021 Hasta el 16-08-2021 | 11-11-2021                                                   | 15-12-2021                                       |
| 2017/2018                             | Desde el 10-11-2023 Hasta el 11-12-2023 | 08-11-2024                                                   | 17-12-2024                                       |
| 2018/2019                             | Desde el 30-10-2024 Hasta el 27-11-2024 |                                                              |                                                  |
| 2019/2020                             |                                         |                                                              |                                                  |
| 2020/2021                             |                                         |                                                              |                                                  |